# تپه امامزاده کرویق
تپه امامزاده کرویق مربوط به سده‌های متاخر دوران‌های تاریخی پس از اسلام است و در شهرستان ورزقان، بخش مرکزی، دهستان بکرآباد، ۲۰۰ متری جنوب غربی روستای کرویق واقع شده و این اثر در تاریخ ۱۸ اسفند ۱۳۸۷ با شمارهٔ ثبت ۲۵۲۱۶ به‌عنوان یکی از آثار ملی ایران به ثبت رسیده است.